# 艾佛瑞特·史考特
劉易士·艾佛瑞特·史考特（英語：Lewis Everett Scott，1892年11月19日—1960年11月2日），綽號「執事」，為美國職棒大聯盟的游擊手。他生涯曾效力過紅襪、洋基、參議員、白襪與紅人等隊。
史考特曾擔任過紅襪與洋基隊的隊長。1916年至1922年，史考特曾連續7年成為美聯防守率最高的游擊手。1916年6月20日至1925年5月6日，史考特締造了連續出賽1307場比賽的紀錄。這項紀錄後來被盧·賈里格和小卡爾·瑞普肯超越，目前仍是聯盟連續出賽場次第三多的紀錄。
從棒球界退休後，史考特還跑去當保齡球手。1960年，67歲的史考特去世。他在2008年入選紅襪隊的名人堂。

## 職業生涯

### 波士頓紅襪
1914年4月14日，史考特登上大聯盟。他在菜鳥球季繳出了2成39的打擊率，隔年他的打擊率下滑至2成01，但是球隊打進了世界大賽。而史考特在世界大賽僅擊出一支安打，最後紅襪拿下冠軍。
1916年6月20日，史考特開啟了他的連續出賽場次紀錄。這年他的打擊率為2成32，而球隊再次進軍世界大賽。他在世界大賽擊出兩支安打，最後紅襪擊敗羅賓隊。當時羅賓隊的總教練Wilbert Robinson曾對史考特的傳球能力感到驚艷，並給了他一個「Trolley Wire」的綽號。
1917年，史考特在合約上與球團發生分歧，他拒絕球隊替他減薪。而他在1917年與1918年的打擊率分別為2成21和2成41。而他也在1918年拿下第三冠。1919年4月，他與球隊簽下了3年合約，而他也在這年繳出生涯新高的2成78打擊率。
1920年4月26日，史考特打破了由George Pinkney寫下的連續出賽577場比賽的紀錄。1921年球季，球隊隊長Harry Hooper被交易至白襪隊。而史考特也接任球隊隊長一職。1921年春訓，史考特不慎造成腳抽筋。但是他還是維持每場比賽出賽的紀錄。這年他繳出62分打點，並宣布他的目標是要達成連續出賽1000場比賽。

### 紐約洋基
1921年球季結束後，洋基用Rip Collins、Roger Peckinpaugh、Bill Piercy、Jack Quinn和十萬美元向紅襪交易史考特、Bullet Joe Bush與Sad Sam Jones。在史考特離隊後，Del Pratt成為了紅襪隊的新任隊長。
而洋基隊前隊長Peckinpaugh被交易後，貝比·魯斯成為了新任隊長。而魯斯的隊長位置在1922年5月被球隊中止，改由史考特擔任。他也一路擔任隊長至1925年。
史考特在加入洋基的第一年就打進世界大賽，可惜無緣幫助球隊拿下隊史首冠。1923年球季開打前，史考特只差14場比賽就能達成連續出賽1000場比賽的里程碑。儘管他在春訓時扭到腳踝，他還是沒有缺席任何一場比賽。這年也是洋基體育場開幕的第一年，而史考特也成為第一位在這座球場拿下助殺的球員。1923年5月2日，史考特達成連續出賽1000場比賽的紀錄。同年9月14日，史考特打破了原本由Perry Lipe寫下的職業棒球員連續出賽最多場的紀錄(1127場)。1925年，洋基總教練米勒·哈金斯打算將陣容重組。他先將一壘手威利·皮普坐板凳，隨後史考特也逃不過坐板凳的命運。1925年5月6日，哈金斯宣布讓新秀Pee Wee Wanninger擔任比賽的先發一壘手，讓史考特的連續出賽紀錄停留在1307場。

### 生涯後期
1925年6月，洋基將史考特放進讓渡名單。最後他被參議員隊選走，並成為Peckinpaugh的替補球員。這年參議員隊也順利打進世界大賽，不過史考特完全沒有上場，最後參議員也輸給海盜。
球季結束後，有報導指出史考特打算退休。不過他在1926年2月與白襪隊簽約。1926年7月，史考特改披紅人隊的戰袍。不過他只在紅人隊出賽4場比賽。
1927年，史考特跑去小聯盟打球。1928年，他在小聯盟的打擊率還有3成15，不過隔年球隊因為戰績太差，最後史考特自請離隊。結束了他的球員生涯。

## 晚年
史考特也是一位對保齡球很狂熱的人，他常常參加十瓶制保齡球的比賽。他也在韋恩堡經營一座保齡球場。1928年，史考特出版了一本他自己寫的童書《Third Base Thatcher》。
1933年8月，盧·賈里格超越了史考特創下的連續出賽場次紀錄。而史考特甚至還到場親眼見證賈里格打破紀錄。
1960年，史考特於韋恩堡去世，享年67歲。1986年，他入選印第安那州棒球名人堂。2008年，他入選波士頓紅襪名人堂。印第安那州當地的報紙The News-Sentinel還給20世紀的東北印州區運動員做排名，而史考特排名第四。

## 外部連結
- 球員資訊和成績在MLB，ESPN，Baseball-Reference，Fangraphs（英文）

| 前任： 貝比·魯斯 | 紐約洋基隊長 1922年至1925年 | 繼任： 盧·賈里格 |